# ZNRF1
ZNRF1 (англ. Zinc and ring finger 1) – білок, який кодується однойменним геном, розташованим у людей на короткому плечі 16-ї хромосоми. Довжина поліпептидного ланцюга білка становить 227 амінокислот, а молекулярна маса — 23 783.
| 10         |  | 20         |  | 30         |  | 40         |  | 50         |
| ---------- |  | ---------- |  | ---------- |  | ---------- |  | ---------- |
| MGGKQSTAAR |  | SRGPFPGVST |  | DDSAVPPPGG |  | APHFGHYRTG |  | GGAMGLRSRS |
| VSSVAGMGMD |  | PSTAGGVPFG |  | LYTPASRGTG |  | DSERAPGGGG |  | SASDSTYAHG |
| NGYQETGGGH |  | HRDGMLYLGS |  | RASLADALPL |  | HIAPRWFSSH |  | SGFKCPICSK |
| SVASDEMEMH |  | FIMCLSKPRL |  | SYNDDVLTKD |  | AGECVICLEE |  | LLQGDTIARL |
| PCLCIYHKSC |  | IDSWFEVNRS |  | CPEHPAD    |  |            |  |            |

A: Аланін

C: Цистеїн

D: Аспарагінова кислота

E: Глутамінова кислота

F: Фенілаланін

G: Гліцин

H: Гістидин

I: Ізолейцин

K: Лізин

L: Лейцин

M: Метіонін

N: Аспарагін

P: Пролін

Q: Глутамін

R: Аргінін

S: Серин

T: Треонін

V: Валін

W: Триптофан

Кодований геном білок за функціями належить до трансфераз, фосфопротеїнів. 
Задіяний у таких біологічних процесах, як убіквітинування білків, альтернативний сплайсинг. 
Білок має сайт для зв'язування з іонами металів, іоном цинку. 
Локалізований у мембрані, клітинних контактах, цитоплазматичних везикулах, лізосомі, синапсах, ендосомах.